# Canton de Chirongui
Le canton de Chirongui est un ancien canton français situé dans le département et la région de Mayotte.

## Administration
| Période                                  | Période | Identité   | Étiquette | Qualité                                           |
| ---------------------------------------- | ------- | ---------- | --------- | ------------------------------------------------- |
| 2004                                     | 2011    | Ali Halifa | SE        |                                                   |
| 2011                                     | 2015    | Ali Moussa | DVG       | Président de la commission Formation et Insertion |
| Les données manquantes sont à compléter. |         |            |           |                                                   |

## Composition
Le canton était composé de l'unique commune de Chirongui.

## Démographie
| 2002  | 2007  | 2012  |
| ----- | ----- | ----- |
| 5 696 | 6 605 | 8 047 |